# Francisco de Montejo
Francisco de Montejo (Salamanca, 1479 — Sevilla, 8 de Setembro de 1553) foi um militar e explorador espanhol. Seus pais foram Don Juan de Montejo e Dona Catalina Álvarez de Tejeda.

## Biografia
Ele nasceu de Juan de Monteyo e Catalina Alverez de Tejeda.
Deixou a Espanha em 1514 e chegou a Cuba a tempo de se juntar à expedição de Juan de Grijalva ao longo da costa de Yucatán e do Golfo do México. Nessa ocasião exerceu a função de Capitão e esteve no comando de 4 navios. Ao retornar a Cuba, juntou-se a Hernán Cortés em uma nova expedição na qual ajudou a fundar a cidade de La Villa Rica de Vera Cruz (agora Veracruz) no México. Em 1519 Cortés deu-lhe a ordem de voltar à Espanha para dar conta da viagem. Durante esta estadia, Montejo casou-se com Beatriz de Herrera.
Em dezembro de 1526, o rei espanhol Carlos V emitiu um decreto real nomeando Montejo Adelantado e Capitão Geral do Yucatán. Ele retornou a Yucatán em 1528 e tentou conquistá-lo ao longo da costa leste (Tulum, Chetumal), mas a feroz resistência do povo maia o impediu. Em 1530 ele decidiu tentar a conquista novamente, desta vez do oeste, e começou a recuperar o atual estado mexicano de Tabasco. De 1531 a 1535 ele tentou conquistar o oeste de Yucatán; após alguns sucessos iniciais e a conquista de Chichén Itzáque viria a ser a capital, acabou por ter de abandonar a empresa e deixar a península. Em 1533 Montejo recebeu um decreto real que lhe permitiu conquistar Puerto Caballos e Naco em Honduras. Isso o colocou em conflito com Pedro de Alvarado, que já havia recebido um decreto semelhante em 1532. A situação se tornou um problema real quando Alvarado declarou que havia conquistado e pacificado a província de Honduras em 1536. Alvarado foi governador de Honduras até 1540, embora foi chamado de volta à Espanha em 1537.
Em 1540, o rei espanhol conferiu a nomeação de governador de Honduras a Montejo, que se mudou para Gracias a Dios para estabelecer sua própria administração. Ele instruiu seu filho Francisco de Montejo, o moço, a conquistar o Yucatán. O filho conseguiu conquistar a parte oriental e fundou as cidades de Campeche em 1541 e Mérida em 1542. Em 1546 o pai Montejo assumiu o papel de Governador e Capitão Geral do Yucatán.
Em 1550 algumas queixas causaram sua remoção; ele teve que retornar à Espanha, onde morreu em 1553.